# Morti nel 1968/Senza giorno specificato
| Questa pagina contiene informazioni ricavate automaticamente dalle voci biografiche con l'ausilio del template Bio e di un bot. L'aggiornamento è periodico e automatico e ricostruisce completamente la pagina. Se manca una persona in questa lista, sei pregato di non aggiungerla, ma accertati piuttosto che la sua voce biografica contenga il template Bio e che i dati anagrafici siano correttamente compilati. Se il template Bio manca, inseriscilo tu stesso o, in alternativa, metti l'avviso {{tmp\|Bio}} che ne segnala la mancanza. Se i dati riportati sono sbagliati, correggi direttamente la voce biografica; le modifiche saranno visibili in questa lista entro pochi giorni. Per chiarimenti vedi il progetto biografie. La lista contiene solo le 81 persone che sono citate nell'enciclopedia e per le quali è stato implementato correttamente il template Bio. Pagina aggiornata al 3 mar 2024. |

- Rain in Face, giocatore di lacrosse canadese (n. 1885)
- Einar Friis Baastad, calciatore norvegese (n. 1890)
- Clea Badaro, pittrice e artista egiziana (n. 1913)
- Adriano Baracchini Caputi, pittore italiano (n. 1883)
- Concesso Barca, scultore italiano (n. 1877)
- Walter Bauer, chimico tedesco (n. 1893)
- Adelchi Bianchi, regista e sceneggiatore italiano (n. 1918)
- Teresina Bontempi, giornalista svizzera (n. 1883)
- María Enriqueta Camarillo, poetessa, romanziera e traduttrice messicana (n. 1872)
- Alberto Castellanos, botanico e esploratore argentino (n. 1896)
- Manlio Castiglioni, geografo e cartografo italiano (n. 1897)
- Alberto Cento, francesista italiano (n. 1920)
- Carlo Chiarizia, politico italiano (n. 1870)
- Oreste Cioni, calciatore e allenatore di calcio italiano (n. 1913)
- Lando Civilini, fotografo e fotoreporter italiano (n. 1905)
- Dionigi Corsi, calciatore italiano (n. 1893)
- Giovanni Costa, calciatore italiano (n. 1901)
- John Paul Edwards, fotografo statunitense (n. 1884)
- Léon Felipe, poeta spagnolo (n. 1884)
- Fidelio Finke, musicista tedesco (n. 1891)
- Paul Friedländer, grecista e filologo classico tedesco (n. 1882)
- Frank Garofalo, mafioso italiano (n. 1891)
- Amedeo Gasparini, calciatore italiano (n. 1933)
- Edward Pritchard Gee, naturalista britannico (n. 1904)
- Clifford Gray, bobbista statunitense (n. 1892)
- Valentine Hugo, artista francese (n. 1887)
- Orlando Grosso, pittore e storico dell'arte italiano (n. 1882)
- Stefania Gurdowa, fotografa polacca (n. 1888)
- Florence Harvey, golfista e atleta canadese (n. 1878)
- Mel Hirsch, cestista statunitense (n. 1921)
- S Waldy, attore, regista e sceneggiatore indonesiano (n. 1919)
- Milward Kennedy, giornalista, scrittore e critico letterario inglese (n. 1894)
- Kyukichi Kishida, zoologo e aracnologo giapponese (n. 1888)
- Wilhelm Klemm, poeta tedesco (n. 1881)
- Franz Kostner, militare, alpinista e imprenditore italiano (n. 1877)
- Hans Hermann Kürsteiner, esperantista e mercante svizzero (n. 1885)
- Giovanni La Magna, grecista italiano (n. 1900)
- Francesco Lama, pilota motociclistico italiano (n. 1907)
- Attilio Maiocchi, pittore italiano (n. 1900)
- Michail Matkovskij, politico russo (n. 1903)
- Arthur James May, storico statunitense (n. 1899)
- Angus McKinnon, calciatore e allenatore di calcio scozzese (n. 1886)
- Enzo Menicucci, missionario italiano (n. 1930)
- Spartaco Morelli, mezzofondista e maratoneta italiano (n. 1908)
- Pierre Mulele, rivoluzionario e politico della Repubblica Democratica del Congo (n. 1929)
- Al Mulock, attore canadese (n. 1925)
- Raffaele Mario Offidani, paroliere italiano (n. 1890)
- Luigi Onetti, pittore italiano (n. 1876)
- Guido Parisch, attore, sceneggiatore e regista italiano (n. 1891)
- Pavlos Pavlidīs, tiratore a segno greco
- Giuseppe Pensabene, architetto italiano (n. 1898)
- Franz Peter, aviatore austro-ungarico (n. 1896)
- André Piganiol, storico e archeologo francese (n. 1883)
- Amparo Poch y Gascón, anarchica, saggista e medico spagnola (n. 1902)
- Bernardo Pocherra, politico e avvocato italiano (n. 1885)
- Herbert Read, poeta e critico letterario britannico (n. 1893)
- Rudolf Reder, superstite dell'Olocausto polacco (n. 1881)
- Gino Regini, poeta e traduttore italiano (n. 1911)
- Anacleto Rossi, cantante italiano (n. 1890)
- Pierino Rovida, calciatore italiano (n. 1898)
- Josep Rovira, politico e rivoluzionario spagnolo (n. 1902)
- Rodolfo Rustichelli, architetto italiano (n. 1902)
- Rudolph Schindler, medico tedesco (n. 1888)
- Oscar Schöller, calciatore italiano (n. 1882)
- Fritz Stöckli, lottatore e bobbista svizzero (n. 1916)
- Aleksandra Aleksandrovna Taneeva, nobildonna russa (n. 1888)
- Ioannis Theofilakis, tiratore a segno greco (n. 1879)
- Carlo Toniatti, canottiere italiano (n. 1892)
- Achille Tribouillet, pallanuotista francese (n. 1902)
- Than Tun, politico birmano (n. 1911)
- Jorge Valderrama, calciatore boliviano (n. 1906)
- Luigi Vannutelli Rey, diplomatico italiano (n. 1880)
- William Varley, canottiere statunitense (n. 1880)
- Mario Volpe, attore, regista e sceneggiatore italiano (n. 1894)
- Porfirij Voronin, pallavolista sovietico (n. 1919)
- František Wende, combinatista nordico e saltatore con gli sci cecoslovacco (n. 1904)
- Clifford Witting, scrittore inglese (n. 1907)
- Harry Wittmann, pistard statunitense (n. 1885)
- Arturo Zanuso, scrittore e traduttore italiano (n. 1903)
- Zaki al-Arsuzi, politico e scrittore siriano (n. 1899)
- Faysal bin Turki I Al Sa'ud, principe e politico saudita (n. 1918)